# Usawan
Usawan é uma cidade e uma nagar panchayat no distrito de Budaun, no estado indiano de Uttar Pradesh.

## Demografia
Segundo o censo de 2001, Usawan tinha uma população de 10,709 habitantes. Os indivíduos do sexo masculino constituem 53% da população e os do sexo feminino 47%. Usawan tem uma taxa de literacia de 41%, inferior à média nacional de 59.5%: a literacia no sexo masculino é de 50% e no sexo feminino é de 30%. Em Usawan, 22% da população está abaixo dos 6 anos de idade.